# Домашний (альбом Макса Коржа)
«Домашний» — третий студийный альбом Макса Коржа выпущенный 8 ноября 2014 года на лейбле «Respect Production». В августе 2014 года был выпущен клип на заглавный трек. В 2017 вышла полная версия альбома, где были добавлены ещё 4 композиции.

## Список композиций
| №                   | Название                     | Длительность |
| ------------------- | ---------------------------- | ------------ |
| 1.                  | «Подними»                    | 2:32         |
| 2.                  | «Эгоист»                     | 4:46         |
| 3.                  | «Домашний»                   | 3:38         |
| 4.                  | «Amsterdam»                  | 4:06         |
| 5.                  | «Пламенный свет»             | 3:55         |
| 6.                  | «Кто здесь папа?»            | 2:12         |
| 7.                  | «Флэт (feat. FOTH)»          | 3:57         |
| 8.                  | «Не выдумывай»               | 3:59         |
| 9.                  | «Кто здесь отец!»            | 4:18         |
| 10.                 | «Где я (DJ Selebrium Remix)» | 4:10         |
| Общая длительность: | Общая длительность:          | 37:33        |

| №                   | Название                     | Длительность |
| ------------------- | ---------------------------- | ------------ |
| 1.                  | «Слово пацана»               | 5:14         |
| 2.                  | «Ноябрь»                     | 4:27         |
| 3.                  | «Жги, сын!»                  | 4:31         |
| 4.                  | «Бессонница»                 | 3:10         |
| 5.                  | «Подними»                    | 2:32         |
| 6.                  | «Эгоист»                     | 4:46         |
| 7.                  | «Домашний»                   | 3:38         |
| 8.                  | «Amsterdam»                  | 4:06         |
| 9.                  | «Пламенный свет»             | 3:55         |
| 10.                 | «Кто здесь папа?»            | 2:12         |
| 11.                 | «Флэт» (при уч. Foth)        | 3:57         |
| 12.                 | «Не выдумывай»               | 3:59         |
| 13.                 | «Кто здесь отец?»            | 4:18         |
| 14.                 | «Где я (DJ Selebrium Remix)» | 4:10         |
| Общая длительность: | Общая длительность:          | 54:55        |

## Критика
Алексей Горбаш из портала The Flow говорит об альбоме, как об отличном музыкальном продукте с фирменным звуком, настроением и лицом. Автор производит краткий сравнительный анализ всех альбомов Коржа и указывает на некоторую схожесть «Домашнего» с «Животным миром». При этом, Горбаш задается вопросом: «чем Корж будет удивлять в дальнейшем? И будет ли?».
В своей рецензии на альбом Борис Барабанов говорит об отсутствии каких бы то ни было радикальных изменений по сравнению с предыдущими дисками Коржа. Основным достоинством альбома критик считает не «модные биты», а «глобально-ироничная и крайне приземленная жизненная философия», какой нет больше ни у кого.
Алексей Мажаев из InterMedia даёт разгромную характеристику «Домашнему». По словам автора, своим альбомом Корж пытается угодить «и вашим, и нашим»: и более взрослой, семейной аудитории, и вчерашним школьникам. В результате «многие треки звучат до крайности народно, но более чем отталкивающе».

## Чарты
| Чарты (2014)          | Высшая позиция |
| --------------------- | -------------- |
| Россия (iTunes Store) | 5              |

| Чарты (2014)   | Высшая позиция |
| -------------- | -------------- |
| Россия (A-One) | 4              |

## Премии и номинации
| Год  | Премия               | Номинация     | Результат | Ист.   |
| ---- | -------------------- | ------------- | --------- | ------ |
| 2015 | «Премия Муз-ТВ 2015» | Лучший альбом | Номинация | [ 11 ] |